# 8690 Swindle
A 8690 Swindle (ideiglenes jelöléssel 1992 SW3) a Naprendszer kisbolygóövében található aszteroida. A Spacewatch program keretében fedezték fel 1992. szeptember 24-én.